# Скоттсвілл (Канзас)
Скоттсвілл (англ. Scottsville) — місто (англ. city) в США, в окрузі Мітчелл штату Канзас. Населення — 26 осіб (2020).

## Географія
Скоттсвілл розташований за координатами 39°32′33″ пн. ш. 97°57′8″ зх. д. / 39.54250° пн. ш. 97.95222° зх. д. (39.542577, -97.952304).  За даними Бюро перепису населення США в 2010 році місто мало площу 0,65 км², уся площа — суходіл.

## Демографія
Згідно з переписом 2010 року, у місті мешкало 25 осіб у 11 домогосподарстві у складі 7 родин. Густота населення становила 38 осіб/км².  Було 15 помешкань (23/км²).
Расовий склад населення:
| - 96,0 % — білих |

До двох чи більше рас належало 4,0 %. Частка іспаномовних становила 0,0 % від усіх жителів.
За віковим діапазоном населення розподілялося таким чином: 28,0 % — особи молодші 18 років, 64,0 % — особи у віці 18—64 років, 8,0 % — особи у віці 65 років та старші. Медіана віку мешканця становила 40,8 року. На 100 осіб жіночої статі у місті припадало 127,3 чоловіків;  на 100 жінок у віці від 18 років та старших — 157,1 чоловіків також старших 18 років.
Цивільне працевлаштоване населення становило 5 осіб. Основні галузі зайнятості: транспорт — 40,0 %, сільське господарство, лісництво, риболовля — 40,0 %, освіта, охорона здоров'я та соціальна допомога — 20,0 %.